# Моншатон
Моншато́н (фр. Montchaton) — колишній муніципалітет у Франції, у регіоні Нормандія, департамент Манш. Населення — 331 осіб (2011).
Муніципалітет був розташований на відстані близько 290 км на захід від Парижа, 85 км на захід від Кана, 32 км на захід від Сен-Ло.

## Історія
До 2015 року муніципалітет перебував у складі регіону Нижня Нормандія. Від 1 січня 2016 року належав до нового об'єднаного регіону Нормандія.
1 січня 2016 року Моншатон і Орваль було об'єднано в новий муніципалітет Орваль-сюр-Сьєнн.

## Демографія
Динаміка населення (EHESS і Insee ):
Розподіл населення за віком та статтю (2006):
| Стать | Всього | До 15 років | 15-24 | 25-44 | 45-64 | 65-85 | Понад 85 |
| --- | ------ | ----------- | ----- | ----- | ----- | ----- | -------- |
| Чоловіки | 185    | 33          | 36    | 40    | 48    | 28    | 0        |
| Жінки | 161    | 36          | 8     | 32    | 61    | 24    | 0        |
| \| Статево-вікова піраміда \| Статево-вікова піраміда \| Статево-вікова піраміда \| \| ----------------------- \| ----------------------- \| ----------------------- \| \| Чоловіки \| Вік \| Жінки \| \| 0 \| 85 + \| 0 \| \| 0 \| 80-84 \| 4 \| \| 12 \| 75-79 \| 8 \| \| 4 \| 70-74 \| 4 \| \| 12 \| 65-69 \| 8 \| \| 12 \| 60-64 \| 16 \| \| 20 \| 55-59 \| 8 \| \| 4 \| 50-54 \| 25 \| \| 12 \| 45-49 \| 12 \| \| 12 \| 40-44 \| 12 \| \| 20 \| 35-39 \| 16 \| \| 4 \| 30-34 \| 4 \| \| 4 \| 25-29 \| 0 \| \| 16 \| 20-24 \| 4 \| \| 20 \| 15-20 \| 4 \| \| 25 \| 10-14 \| 20 \| \| 4 \| 5-9 \| 12 \| \| 4 \| 0-4 \| 4 \| |        |             |       |       |       |       |          |
| Статево-вікова піраміда |        |             |       |       |       |       |          |
| Чоловіки | Вік    | Жінки       |       |       |       |       |          |
| 0 | 85 +   | 0           |       |       |       |       |          |
| 0 | 80-84  | 4           |       |       |       |       |          |
| 12 | 75-79  | 8           |       |       |       |       |          |
| 4 | 70-74  | 4           |       |       |       |       |          |
| 12 | 65-69  | 8           |       |       |       |       |          |
| 12 | 60-64  | 16          |       |       |       |       |          |
| 20 | 55-59  | 8           |       |       |       |       |          |
| 4 | 50-54  | 25          |       |       |       |       |          |
| 12 | 45-49  | 12          |       |       |       |       |          |
| 12 | 40-44  | 12          |       |       |       |       |          |
| 20 | 35-39  | 16          |       |       |       |       |          |
| 4 | 30-34  | 4           |       |       |       |       |          |
| 4 | 25-29  | 0           |       |       |       |       |          |
| 16 | 20-24  | 4           |       |       |       |       |          |
| 20 | 15-20  | 4           |       |       |       |       |          |
| 25 | 10-14  | 20          |       |       |       |       |          |
| 4 | 5-9    | 12          |       |       |       |       |          |
| 4 | 0-4    | 4           |       |       |       |       |          |

## Економіка
2010 року серед 191 особи працездатного віку (15—64 років) 137 були активними, 54 — неактивними (показник активності 71,7%, у 1999 році було 68,6%). З 137 активних мешканців працювало 125 осіб (72 чоловіки та 53 жінки), безробітними було 12 (5 чоловіків та 7 жінок). Серед 54 неактивних 15 осіб було учнями чи студентами, 24 — пенсіонерами, 15 були неактивними з інших причин.

У 2010 році в муніципалітеті числилось 139 оподаткованих домогосподарств, у яких проживали 326,0 особи, медіана доходів виносила 17 344 євро на одного особоспоживача